# Harre
Pour l’article ayant un titre homophone, voir Hare.
Harre (en wallon Håre) est une section de la commune belge de Manhay située en Région wallonne dans la province de Luxembourg.

C'était une commune à part entière avant la fusion des communes de 1977.

## Démographie
- Source: INS recensements population

## Histoire
Harre n'était une commune de la province de Luxembourg que depuis 1839. Elle faisait partie avant cela du département de l'Ourthe.
En 1826, elle fut amputée des localités de Deux-Rys et de Roche-à-Frêne, transférées à Villers-Sainte-Gertrude.
Près de l'église, rue du Châtaignier, se trouve la Plaque aux Fusillés du 3 septembre 1944 commémorant le souvenir d'un drame de la Seconde Guerre mondiale où quatre jeunes résistants de la région (Vincent Corman - 20 ans -, Émile Hanquet - 22 ans -, Marcel Mairy - 18 ans - et Joseph Nys - 31 ans -) furent passés par les armes à cet endroit par l'armée allemande.

## Économie
La localité est notamment desservie par le bus 1011 Liège - Bastogne - Arlon - Athus et par la sortie 48 bis de l'autoroute E 25 (sortie uniquement dans le sens Liège - Luxembourg).

## Sport et vie associative

### Sport
- La Royale Entente sportive Harre-Manhay, club de football.